# بوگر
بوگر یک بخش اداری در شهرستان کاراتو از توابع استان آروشا در کشور تانزانیا است. بر پایه نتایج سرشماری عمومی نفوس و مسکن که در سال ۲۰۰۲ توسط دولت تانزانیا انجام شد جمعیت این بخش بالغ بر ۸۲۱۶ نفر اعلام شده‌است.